# Lucas Vera
Lucas Gabriel Vera (Bernal, 18 de abril de 1997) es un futbolista argentino que juega como centrocampista en el FK Jimki de la Liga Premier de Rusia.

## Trayectoria
Hizo inferiores en el Club Atlético Lanús, debutando en el año 2017 en la Primera División del fútbol argentino.

## Clubes
Actualizado al 5 de mayo de 2021
| Lanús Argentina                                             | 1.ª           | 2017-18       | 4  | 0 | 2  | 0 | 1 | 0 | 7  | 0 |
| All Boys Argentina                                          | 3.ª           | 2018-19       | 33 | 3 | 1  | 0 | - | - | 34 | 3 |
| All Boys Argentina                                          | Total club    | Total club    | 33 | 3 | 1  | 0 | - | - | 34 | 3 |
| Lanús Argentina                                             | 1.ª           | 2019-20       | 20 | 0 | 4  | 1 | - | - | 20 | 0 |
| Lanús Argentina                                             | 1.ª           | 2020          | 0  | 0 | 11 | 1 | 5 | 0 | 16 | 1 |
| Lanús Argentina                                             | 1.ª           | 2021          | 0  | 0 | 5  | 1 | - | - | 5  | 1 |
| Lanús Argentina                                             | Total club    | Total club    | 24 | 0 | 22 | 3 | 6 | 0 | 52 | 3 |
| Total carrera                                               | Total carrera | Total carrera | 57 | 3 | 23 | 3 | 6 | 0 | 86 | 6 |
| (1) Incluye datos de la Copa Argentina y Torneos de verano. |               |               |    |   |    |   |   |   |    |   |

Fuente: Transfermarkt.es, soccerway.com y fichajes.com